# ×Agropogon
×Agropogon je hibridni rod u porodici trava danas rasprsostranjen po mnogim zemljama u Aziji, Sjevernoj Americi, Africi, te u Australiji. Priznato je tri vrste unutar roda.
Hibridna formula je Agrostis × Polypogon.

## Vrste
1. ×Agropogon hondoensis (Ohwi) Hiyama
2. ×Agropogon lutosus (Poir.) P.Fourn.
3. ×Agropogon robinsonii (Druce) Melderis & D.C.McClint.